# كلية الاقتصاد والعلوم السياسية (جامعة القاهرة الاهلية)
كلية الاقتصاد والعلوم السياسية جامعة القاهرة الاهلية هي احدي كليات جامعة القاهرة الاهلية التي أُنشِئت عام 2024 ومن المقرر أن تبدأ في استقبال الطلاب في العام الدراسي 2025-2026

## البرامج المتاحة بالكلية
تمنح الكلية درجة البكالريوس في أحد البرامج الآتية
- بكالوريوس الإحصاء وعلوم البيانات
- بكالوريوس اقتصاديات التكنولوجيا المالية
- بكالوريوس السياسات العامة

## انظر ايضاً
- جامعة القاهرة
- جامعة القاهرة الاهلية
- كلية الاقتصاد والعلوم السياسية (جامعة القاهرة)
- كلية الدراسات الاقتصادية والعلوم السياسية جامعة الاسكندرية
- كلية الدراسات الاقتصادية والعلوم السياسية (جامعة بني سويف)
- كلية السياسة والاقتصاد جامعة السويس